# In diem vivere
In diem vivere (lett. vivere nel giorno, normalmente tradotta "vivere alla giornata") è una locuzione latina il cui significato è affine a quello della famosa espressione di Orazio "Carpe diem". L'espressione invita a vivere la vita giorno per giorno senza pensare al domani, cogliendo appunto l'attimo.